# 調所恒徳
調所 恒徳（ちょうしょ つねのり、1860年2月15日（万延元年1月24日）- 1924年（大正13年）12月26日）は、明治から大正期の鉄道技術者、実業家、政治家、華族。正四位勲四等男爵。貴族院男爵議員。

## 経歴
薩摩藩士・調所広丈の長男として生まれる。父の死去に伴い、1912年（明治45年）1月31日、男爵を襲爵した。
1882年（明治15年）札幌農学校を卒業。同年、札幌県御用掛に就任。以後、北海道庁技手、鉄道局技手、仙台営業事務所長、帝国鉄道庁技師、殖産国債社長、青森商業会議所特別議員などを務めた。また、父の遺志を受け継いで北海道の殖産事業に尽くした。
1918年（大正7年）7月10日、貴族院男爵議員に選出され、公正会に所属して活動し死去するまで1期在任した。

## 栄典
- 1900年（明治33年）9月10日 - 従五位[8]

## 親族
- 祖父・調所広郷 ‐ 薩摩藩家老
- 父・調所広丈 ‐ 広郷の三男。男爵
- 妻：コシジ ‐ 長谷部恕連四女[1]
- 長男：調所一郎（1907年生） ‐ 男爵、日本国有鉄道理事、鉄道弘済会理事。京都帝国大学英法科卒業後鉄道省入省。[1][9]
- 義弟（妹の夫）：福原銭太郎[10]